# Frankona Rückversicherung
Die Frankona Rückversicherung war ein zwischen 1886 und 2009 existierendes deutsches Rückversicherungsunternehmen. Zuletzt war das Unternehmen unter dem Namen Swiss Re Frankona in Besitz der Schweizer Rück, auf die es verschmolzen wurde.

## Geschichte

### Gründung und Aufstieg in die Top 10 der globalen Rückversicherer

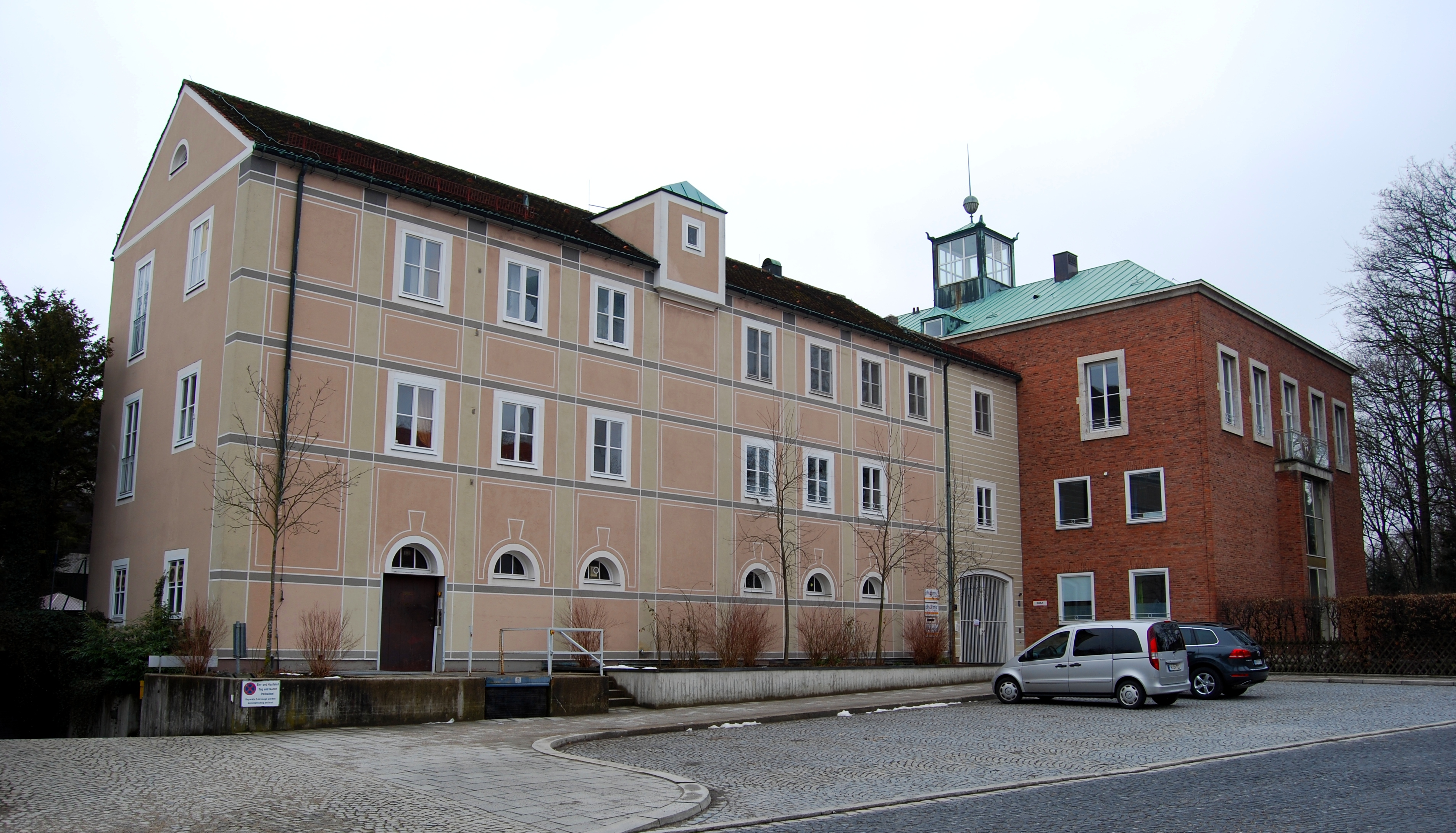
Von Paul Schmitthenner erbaute ehemalige Hauptverwaltung der Frankona Rückversicherung in München, jetzt Schule

1886 gründete die Badische Schifffahrts-Assekuranz-Gesellschaft unter Finanzierung der Bankhäuser Ladenburg und Hohenemser, das später von Ladenburg übernommen werden sollte, die Badische Rück- und Mitversicherungs-Gesellschaft mit Sitz in Mannheim. Carl Ladenburg übernahm dabei der Aufsichtsratsvorsitz. Es folgte eine schnelle Expansion der Geschäftstätigkeit auch nach Osteuropa und in die Vereinigten Staaten. In der Folge machte das Unternehmen beim Erdbeben von San Francisco 1906 starke Verluste. 1907 verlegte die Gesellschaft im Zuge der Bildung einer Interessengemeinschaft mit der späteren Frankfurter Allgemeinen Versicherung ihren Sitz nach Frankfurt am Main und benannte sich in Frankona Rück- und Mitversicherung um. Dabei übernahm der FAVAG-Generaldirektor Paul Dumcke einen Sitz im Vorstand des Unternehmens. 1915 wurde die Verbindung aufgelöst und das Unternehmen verlegte seinen Sitz nach Berlin. Mit dem Ende des Ersten Weltkriegs kam es zu einer Zäsur in den internationalen Geschäftsbeziehungen, wobei sich insbesondere der Wegfall des Osteuropageschäfts auswirkte. 1922 fiel mit der Gründung der Sowjetunion das Russlandgeschäft weg, im selben Jahr fusionierte die Gesellschaft mit der Europa Rückversicherung. Nach dem Zweiten Weltkrieg zog das Unternehmen zunächst nach Heidelberg, ehe es mittlerweile in die Top 10 der globalen Rückversicherer aufgestiegen nach zehn Jahren 1957 nach München verlegt wurde. 1961 übernahm der Gerling-Konzern die Mehrheit an dem Rückversicherer. 1977 folgte die Umfirmierung in Frankona Rückversicherung. 

### In ausländischer Hand und Auflösung
Im Sommer 1995 übernahm die zu General Electric gehörende Employers Reinsurance Corporation über ihre in Dänemark sitzende Europa-Tochter die Unternehmensmehrheit an Frankona, das Unternehmen firmierte ab 1997 als ERC-Frankona Rückversicherung und integrierte später die ebenfalls zum US-Konzern gehörende Aachener Rückversicherung. Sukzessive änderten die Gesellschaften der Rückversicherungsgruppe in den folgenden Jahren ihren Namen in GE Frankona.
2006 übernahm die Schweizer Rück die als GE Insurance Solutions firmierende Versicherungssparte von General Electric, die GE Frankona wurde als Swiss Re Frankona in die Gruppe integriert. 2009 schließlich verschwand auch der Name Frankona, als das gesamte Rückversicherungsgeschäft auf die in Luxemburg sitzende Swiss Re Europe überging. Im selben Jahr wurde auch die Frankona Pensionskasse an die Hamburger Pensionsverwaltung übergeben.